# Clément Prieels
Clément Hendrik Prieels (Aspelare, 28 november 1928 - Aalst, 5 november 1997) was een Belgisch politicus voor de CVP.

## Levensloop
Prieels werd bediende bij het ACW en was secretaris van de ACW-afdeling van het arrondissement Aalst.
Hij was ook politiek actief voor de CVP. Voor deze partij werd hij verkozen tot gemeenteraadslid van Aspelare, waar hij van 1970 tot 1976 schepen was. Na de fusie met Ninove was hij aldaar van 1976 tot 1994 gemeenteraadslid. Tevens was hij van 1958 tot 1961 provincieraadslid van Oost-Vlaanderen. Van 1987 tot 1991 ten slotte zetelde hij in de senaat als provinciaal senator voor Oost-Vlaanderen.